# گریت فاوزر
گریت فاوزر (آلمانی: Gerrit Fauser؛ زادهٔ ۱۳ ژوئیهٔ ۱۹۸۹) بازیکن هاکی روی یخ اهل آلمان است.